# Бал казок
Бал казок (угор. Boszorkányszombat) — угорський фільм-казка 1983 року режисера Яноша Рожі, головні ролі зіграли Доротья Удварош і Еніке Есеньї.

## Сюжет
Наближається день пробудження Сплячої Красуні від її столітнього сну, який наклала зла тринадцята фея. На честь цього Зла Мачуха Білосніжки, головна відьма, оголошує бал-маскарад, куди вона запрошує всіх персонажів казок і двох батьків казок, братів Грімм. Вовк все ще мріє з'їсти Червону Шапочку та її бабусю, але їх захищає Мисливець. Білосніжка йде на бал у супроводі семи гномів, а Попелюшка — разом із мачухою та двома зведеними сестрами. Онук наполягає, аби його дідусь, колишній коханий Сплячої Красуні, не йшов на бал, адже тому передбачено померти в той день, коли він побачить Сплячу Красуню розбудженою від сну, але Старий не слухає його.
Відьми ловлять Принца у пастку по дорозі до замку. Брати Ґрімм зустрічають Гензель і Ґретель цілими і неушкодженими на балу, а Попелюшка знаходить у замку красиву сукню.
Принц цілує Чорну Сплячу Красуню, і вона нібито прокидається від сну разом із жителями замку. Вона не впізнає Старого. Зла Мачуха просить пробачення у Білосніжки і та її прощає. Злі сили скидають свою зброю і сили Добра роблять те саме, проголошуючи мир. Починається бал на честь весілля Принца і Сплячої Красуні.
Однак виявляється, що Зла Мачуха таємно готує захоплення влади зі Злими силами казок: відьмами та Вовком. За допомогою підроблених Сплячої Красуні, Принца та жителів замку вони намагаються відволікти увагу чарівних персонажів і братів Ґрімм. В цей час Вовк по одному викрадає Добрих персонажів у темницю, де закутий справжній Принц, який повинен до полудня завтрашнього дня розбудити Сплячу Красуню.
Онук запрошує Чорну Сплячу Красуню, яка насправді є відьмою, на танець. Він пропонує їй втекти, але вона просить почекати до завтра. Відьма розуміє, що закохана і хоче бути людиною заради нього, а Зла Мачуха попереджає її про зрадливу і стражденну людську натуру.
Онук виявляє у вежі справжню Сплячу Красуню, яка все ще не прокинулася. Чорна Спляча Красуня розповідає йому, що тільки справжньому Принцові судилося одружитися із Сплячою Красунею, і зізнається в коханні. Онук каже, що завжди кохав Сплячу Красуню, а відьма йому непотрібна. Зла Мачуха хоче вбити Онука за цю зраду, але Чорна Спляча Красуня натомість випрошує сама покарати його і назавжди проклинає його страждати від нерозділеного кохання. Зла Мачуха підштовхує Онука поцілувати і одружитися із Сплячою Красунею, але той відмовляється, бо не хоче, аби вона жила в шлюбі з нелюбим.
Зла Мачуха розкриває обман і відправляє решту Добрих персонажів у темницю. Вона просить братів Ґрімм переписати казки так, аби Злі перемогли, але вони відмовляються.
Коли годинник б'є північ мачуха, Попелюшки наказує рідній дочці підмінити черевичок пасербиці своїм. Принц Попелюшки не помічає підміни.
Спів півня сповіщає замкнених у підвалі Добрих персонажів і братів Ґрімм, що у Принца залишилося шість годин, аби розбудити Сплячу Красуню. Онук закликає братів Ґрімм придумати нову казку, де вони всі врятуються. За таке чудо вони віддають найдорожче: Білосніжка — свою красу, Червона Шапочка — веселу вдачу, Гензель і Ґретель — ніжність один до одного тощо. Чорний голуб-вісник летить по допомогу, і Зла Мачуха на мить святкує перемогу над Білосніжкою. Але діти з усього світу рятують в'язнів і звільняють Принца.
Усі поспішають до вежі, і поки годинник б'є полудень, Принц цілує Сплячу Красуню. Справжні король, королева та інші жителі замку оживають. Справжня Спляча Красуня впізнає Старого, і той помирає на руках Онука.
Добрі персонажі отримують назад свої найдорожчі дари. Онук прощається із коханою, Спляча Красуня та Принц їдуть у своє королівство, усі інші йдуть із замку, і їхні казки залишаються такими, як раніше.

## У ролях
- Дороття Удварош – Зла Мачуха
- Еніке Есеньї – Спляча Красуня / Чорна Спляча Красуня
- Антал Паґер – Старий
- Імре Камонді – Онук Старого
- Аттіла Касас – Принц
- Роберт Колтаї – Якоб Ґрімм
- Золтан Папп – Вільгельм Ґрімм
- Ілона Іванчич – Білосніжка
- Міклош Кьолло – Вовк
- Віра Детар – Червона Шапочка
- Ірма Паткош – Бабуся
- Ласло Хорват — Мисливець
- Генрік Пауер — підроблений Принц
- Ласло Хелій – Гігант
- Денише Карпати – Королева
- Золтан Гера – Король
- Юдіт Бойті – підроблена Королева
- Іштван Хуньядкюрті – підроблений Король
- Каталін Лайтай – Попелюшка
- Іда Вершеньї – Мачуха
- Ілдіко Ловаді – Зведена сестра
- Агнеш Кочіш – Зведена сестра
- Габор Салінджер – Принц Попелюшки
- Ервін Мюллер – іграшковий солдатик
- Чілла Собослай – танцівниця з паперу